# Sargus contractus
Sargus contractus är en tvåvingeart som beskrevs av Walker 1854. Sargus contractus ingår i släktet Sargus och familjen vapenflugor. Inga underarter finns listade i Catalogue of Life.